# Liliana De Curtis
Pour les articles homonymes, voir Curtis.
Liliana De Curtis, est une femme de lettres et actrice italienne née le 10 mai 1933 à Rome (Latium) et morte le 3 juin 2022 dans la même ville.

## Biographie

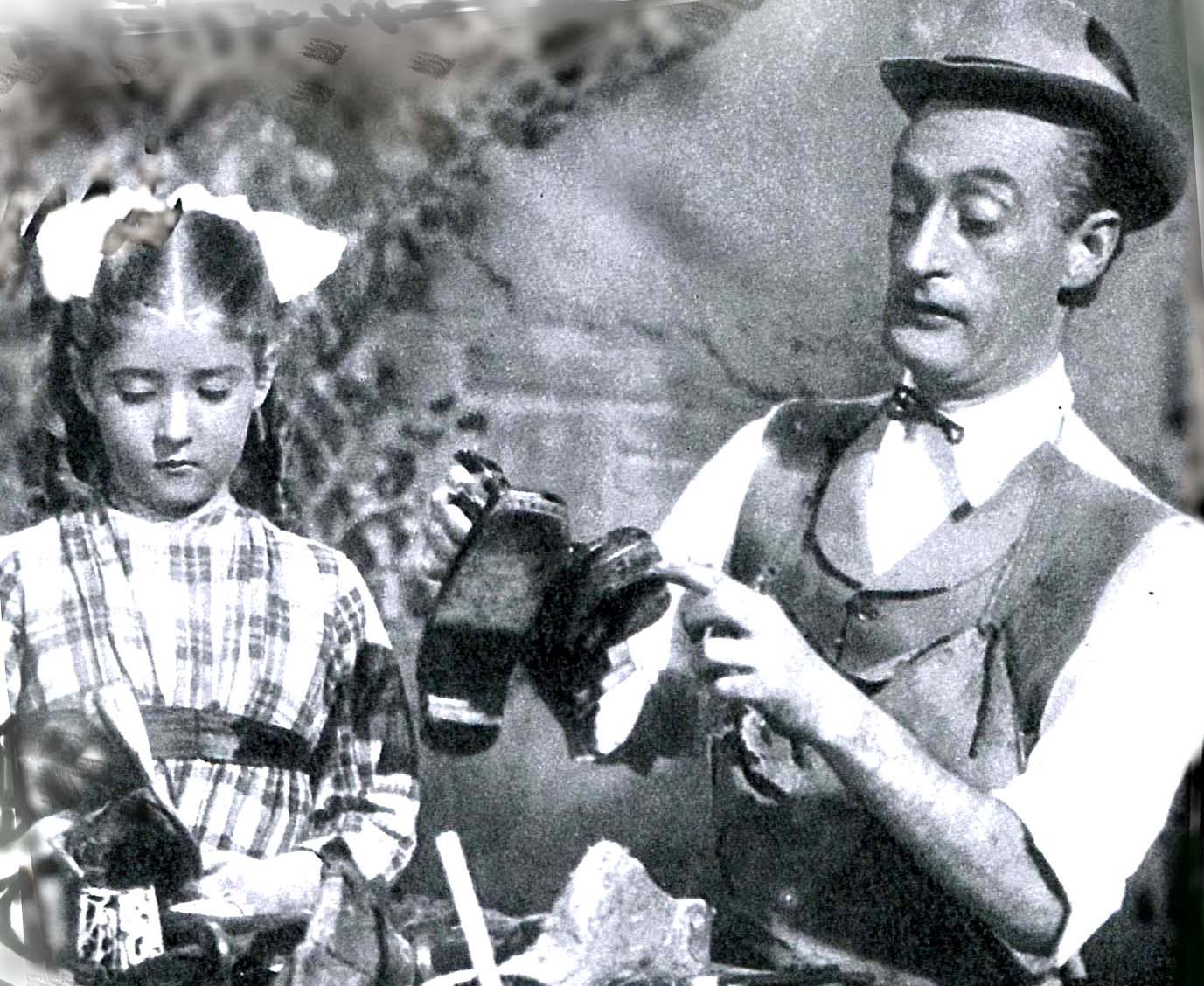
Liliana De Curtis et son père Totò dans Totò, apôtre et martyr (1940).

Elle est la fille du célèbre comique Antonio De Curtis alias Totò et de Diana Rogliani. Le nom de Liliana a été choisi par Totò en mémoire de Liliana Castagnola, avec laquelle l'acteur napolitain avait entretenu une relation amoureuse avant de rejoindre Diana Rogliani et qui s'était suicidée pour lui. En 1951, elle épouse en premières noces le producteur de cinéma Gianni Buffardi, avec qui elle a deux enfants : Antonello et Diana. Plus tard, après l'échec de son mariage avec Buffardi au bout de quelques années, elle épouse Sergio Anticoli, avec qui elle a une fille, Elena (née en 1969 et fondatrice de la marque commerciale CafféTotò).
Elle a eu une brève expérience en tant qu'actrice, participant à 7 ans au tournage de Totò, apôtre et martyr et apparaissant en 1954 dans Orient-Express. Elle a monté un documentaire d'une demi-heure pour Rai 3 intitulé Io lo conoscevo bene, avec des interventions de Ninetto Davoli et Giacomo Furia. En 2007, elle double sa propre voix dans l'émission de télévision Siamo Stati Uniti.
Au théâtre, elle collabore avec l'auteur-acteur Antonino Miele (it), avec lequel elle joue dans les spectacles Pardon Monsieur Totò et Totò dietro le Quinte, mis en scène par Mario Di Gilio. Avec Miele lui-même et Matilde Amorosi, elle écrit l'ouvrage Ogni limite ha una pazienza, publié par Rizzoli Editore et dédié à Totò. Elle est souvent invitée à la télévision, dans des émissions évoquant son père, dont elle promeut la mémoire en organisant des événements dans divers endroits d'Italie, et en lui consacrant des livres biographiques, dont Malafemmena, publié en 2009 par Arnoldo Mondadori Editore.
Le 21 septembre 2013, elle participe à la fête de San Gennaro organisée à Naples, où elle reçoit un prix pour l'ensemble de sa carrière.
Elle meurt à son domicile à Rome le 3 juin 2022 à l'âge de 89 ans. Les funérailles ont lieu le 5 juin à Naples en l'église Santa Maria ai Vergini, dans le Rione Sanità où son père est né et a grandi, et le corps est enterré dans la chapelle familiale du cimetière de Santa Maria del Pianto (it), aux côtés de ses parents et de sa fille Diana, décédée en 2011.

## Filmographie

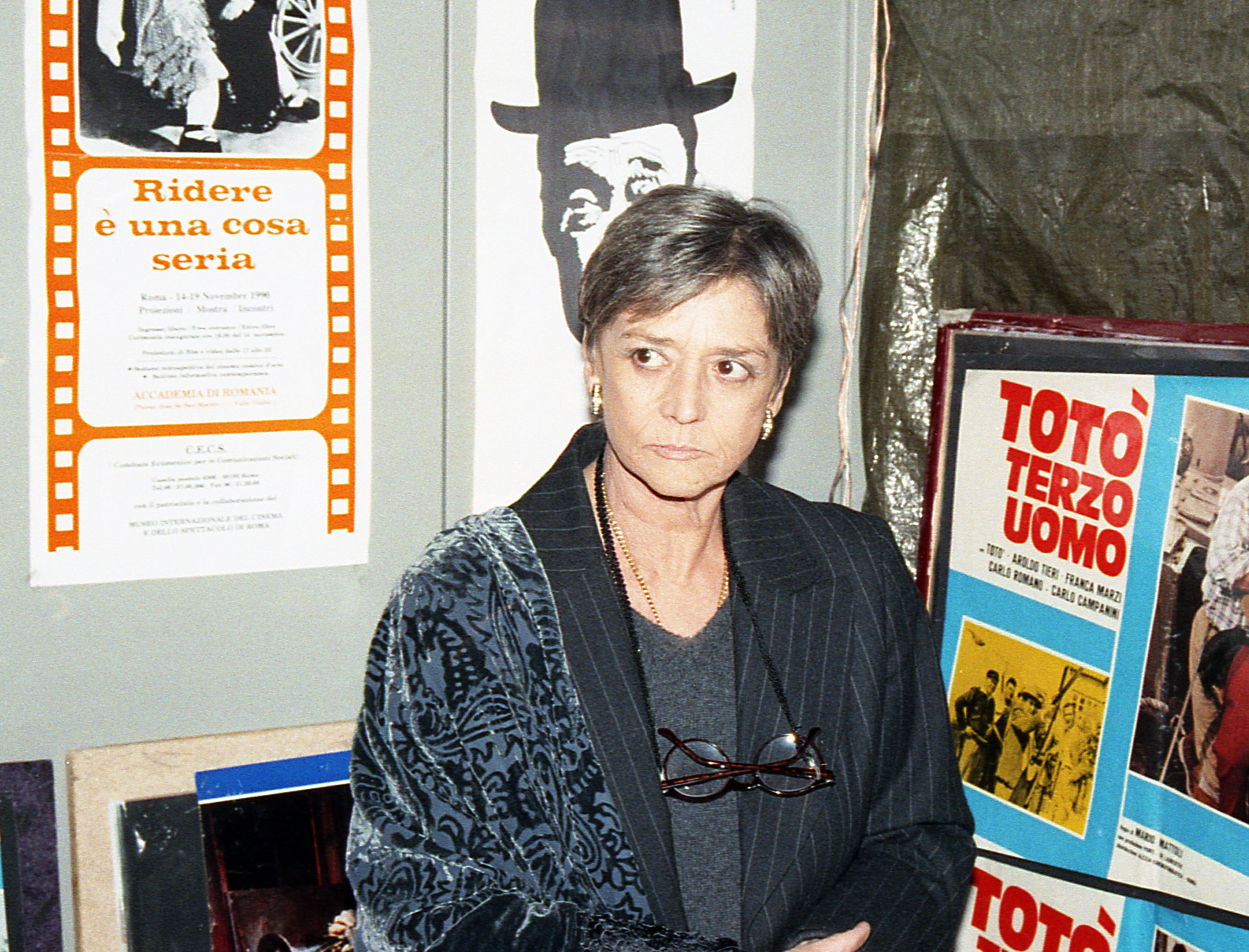
Liliana De Curtis en 1998.

### Actrice
- 1940 : Totò, apôtre et martyr (San Giovanni decollato) d'Amleto Palermi
- 1954 : Orient-Express de Carlo Ludovico Bragaglia

## Publications
- (it) Liliana de Curtis, Matilde Amorosi, Totò a prescindere, Arnoldo Mondadori Editore, 1992,  (ISBN 8804357487)
- (it) Totò, Matilde Amorosi, Alessandro Ferraù, Liliana de Curtis, Siamo uomini o caporali? - Diario semiserio di Antonio de Curtis, Newton Compton, 1993,  (ISBN 8879832786)
- (it) Liliana de Curtis, Matilde Amorosi, Malafemmena, Mondadori, 2009,  (ISBN 8804584521)
- (it) Liliana de Curtis, Antonino Miele, Matilde Amorosi, Ogni limite ha una pazienza, Rizzoli Editore
- (it) Salvatore Cianciabella (préface de Philip Zimbardo, note introductive de Liliana de Curtis). Siamo uomini e caporali. Psicologia della dis-obbedienza. FrancoAngeli, 2014.  (ISBN 978-88-204-9248-9).
- (it) Liliana de Curtis, Matilde Amorosi, Totò mio padre, Rizzoli Editore, 2016